# Calverocheres engeli
Calverocheres engeli is een eenoogkreeftjessoort uit de familie van de Calverocheridae. De wetenschappelijke naam van de soort is voor het eerst geldig gepubliceerd in 1971 door Stock.